# Mariakapel (Sittard)
De Mariakapel  is een kapel in Sittard in de Nederlands Zuid-Limburgse gemeente Sittard-Geleen. De kapel staat in de tuin van Zuyderland zorgcentrum Lemborgh te Bradleystraat 23 in het noordoosten van de stad.
De kapel is gewijd aan Maria.

## Geschiedenis
In 2007-2008 werd de kapel gebouwd en op sacramentsdag van dat jaar de kapel ingezegend.

## Bouwwerk
De bakstenen kapel is opgetrokken in Belgische kloostermoppen op een rechthoekig grondplan en wordt gedekt door een verzonken zadeldak met pannen. In de beide zijgevels zijn elk twee kleine vensters aangebracht. De frontgevel en achtergevel zijn een trapgevel met een verbrede aanzet met op de top van de frontgevel een wit kruis. In de frontgevel zijn er zeven piramidevormige stenen ingemetseld en bevindt zich een segmentboogvormige toegang die wordt afgesloten met een halfhoog spijlenhek. Boven de ingang is in witte smeedijzeren letters de tekst AVE MARIA aangebracht.
Van binnen is de kapel uitgevoerd in baksteen. Tegen de achterwand is het altaar gemetseld met erboven op de achterwand enkele stenen platen. Hiervoor is op het altaar het Mariabeeld geplaatst dat afkomstig is uit de noordkerk in Schimmert. Het beeld toont de gekroonde heilige terwijl zij voor haar het (ongekroonde) kindje Jezus in de handen houdt.